# Киевский академический областной музыкально-драматический театр имени П. К. Саксаганского
Киевский академический областной музыкально-драматический театр имени П. К. Саксаганского (укр. Київський академічний обласний музично-драматичний театр імені П. К. Саксаганського) — областной академический музыкально-драматический театр в городе Белая Церковь.

## Общие данные
Белоцерковский театр располагается в центре города в бывшем здании дома офицеров, имеет большую и малую сцены.
Спектакли идут на двух языках на государственном украинским и русском.

## История
Театр, теперь известный как Киевский академический областной музыкально-драматический театр имени П. К. Саксаганского, был основан в 1933 году.
20 августа 1920 впервые на Украине, в г. Белая Церковь состоялась премьера пьесы В. Шекспира «Макбет». Её режиссёром постановщиком был Лесь Курбас. В это же время в городе была создана театральная студия «Березіль» в которую вошли молодые самодеятельные артисты.
В 1923 г. она была реорганизована в Государственный театр, который действовал лишь до 23 октября 1933 — до времени, когда были репрессирован Леся Курбаса.
30 декабря 1933 по приказу Наркомпроса УССР, открылся новый театральный коллектив — 4-й Киевский передвижной рабоче-колхозный театр.
В 1937 году Советом министров Украины театру было присвоено им П. К. Саксаганского.
С началом Великой Отечественной войны театр временно прекратил работу. Большинство актеров ушли на фронт, многие из них прошли войну во фронтовых концертных бригадах.
В начале 1946 театр вновь начинает действовать. В его репертуар входит украинская, русская, мировая классика и пьесы современных украинских драматургов.
В 2006 году театр возглавил Усков Вячеслав Валентинович став его директором и художественным руководителем. В труппе было 58 человек 18 актеров, в этом же году театр принимает на работу 26 актеров, 2 режиссёра драмы и режиссёра массовых мероприятий — выпускниками театральных ВУЗов Киева, Харькова. Труппа продолжает расти и на 2012 год труппа насчитывает 100 артистов среди которых артисты драмы — 51, вокалисты — 12, артисты балета — 13 и оркестра — 24 из них 5 заслуженных артистов Украины.

## Труппа
На сцене театра играли: заслуженные артисты Украины: Николай Крсек, Антонина Щебатурина, Надежда Мазурчак, Андрей Скиба, а также работали режиссёры: Народный артист Игорь Рыбчинский, заслуженные артисты Украины: Виталий Авраменко, Эдил Ольшевский.
Заслуженный деятель искусств Иван Казнадий, Народные артисты Украины: Нонна Копержинская, Людмила Талах, Николай Ярошенко, а также Ерёменко Елена.
На 2011 год в театре работают 6 заслуженных артистов Украины
- Дяченко Лидия Алексеевна (заслужена артистка Украины с 09.09.2004)
- Калиниченко Иван Григорьевич (заслуженный артист Украины с 25.02.2009)
- Мерва Людмила Ивановна (заслужена артистка Украины с 25.02.2009)
- Бевз Анатолий Максимович (заслуженный артист Украины с 25.02.2009)
- Шекита, Всеволод Петрович (заслуженный артист Украины с 23.02.2010)
- Рєпин Владимир Александрович (заслуженный артист Украины с 21.02.2002)

Приказом Министерства культуры и туризма Украины за № 985/0/16-09 от 12 ноября 2009 года Киевском областном музыкально-драматическом театре имени П. К. Саксаганского присвоен статус «академического».

## Действующий репертуар и деятельность
Репертуар Киевского академического музыкально-драматического театра имени П. К. Саксаганского. составляют как образцы украинской и мировой драматургической и литературной классики, так и современной драматургии (с преобладанием последней) также представления (постановки сказок и шоу-программы), рассчитанные на детскую аудиторию.
Киевский академический областной музыкально-драматический театр имени П. К. Саксаганский — место проведения различных культурных мероприятий, гастрольных выступлений в городе.
В заведении практикуется проведение социальных представлений, благотворительных акций и т. д.